# Carine Vyghen
 (octobre 2022).
Si vous disposez d'ouvrages ou d'articles de référence ou si vous connaissez des sites web de qualité traitant du thème abordé ici, merci de compléter l'article en donnant les références utiles à sa vérifiabilité et en les liant à la section « Notes et références ».
Carine Vyghen, née le 8 décembre 1958 et décédée le 28 décembre 2007 était une femme politique belge francophone, membre du PS puis du Mouvement réformateur.

## Biographie
Après des études de journalisme et communication sociale à l’Université libre de Bruxelles, Carine Vyghen travaille comme journaliste sportive à l’agence Belga jusqu’en 2000.
Dans les années 1980, elle créa les associations La Bretelle et Le Comité du Quartier de la rue des Faînes, à la suite du déversement de 400 000 litres d’hydrocarbures dans le canal de Willebroeck par Shell.
En janvier 1989, elle est élue conseillère communale à Bruxelles-ville. Elle est réélue en 1994 et 2000 - elle récolte cette année-là 2.800 voix.
Elle est nommée échevin des Affaires sociales en septembre 1993 et de 1994 à 2006, échevine des Affaires sociales et de l’Emploi. Elle défend entre la place des femmes en politique.
En 1995, elle fonde l’asbl Diogenes d’aide aux sans-abri.
Elle est élue députée régionale bruxelloise en 2004.
Critique à l'égard des dépenses des élus socialistes, elle décide de rejoindre le Mouvement réformateur en avril 2006.
Elle décède inopinément le 28 décembre 2007, d'une hémorragie méningée.
Le Fonds Carine Vyghen pour le don d'organes fut créé par son mari le 8 décembre 2008 et récompensé d'un Zinneke de bronze en 2014 et liquidé en décembre 2022.